# Friedenstaube

Mika Launis: Friedenstaube als Zeichen vieler Demonstrationen für den Frieden (1980 bis 1984)

Neben weiteren Friedenszeichen wird die Taube als Symbol des Friedens angesehen. In diesem Zusammenhang wird sie als Friedenstaube bezeichnet.
Das Symbol der Friedenstaube hat in der Straßentaube, deren männliche Vertreter in schätzungsweise 2000 Kämpfe im Jahr verwickelt sind, keine verhaltensbiologische Entsprechung.

## Taube als Attribut

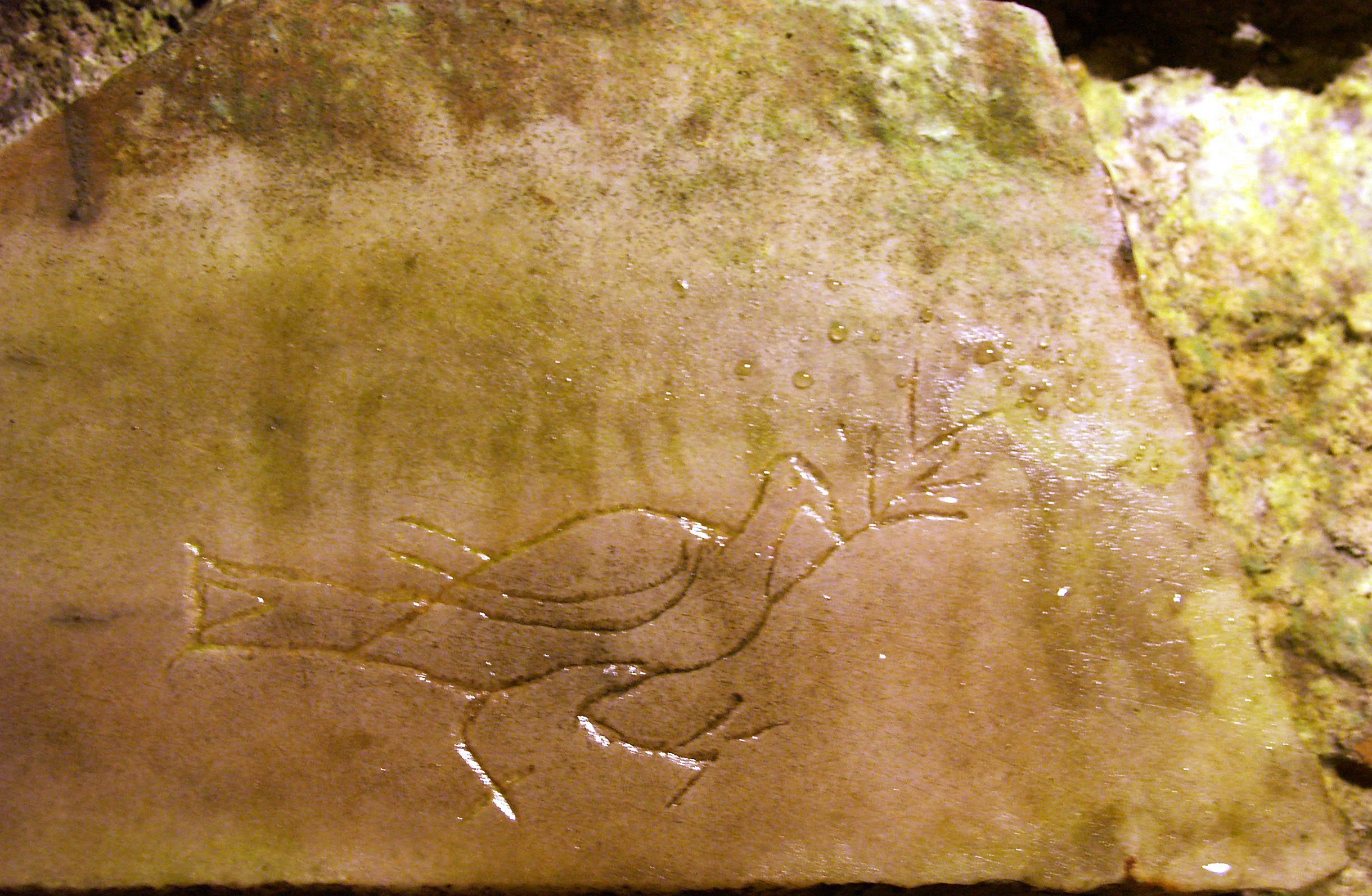
Steintafel mit Taube und Olivenzweig, Domitilla-Katakomben, Rom

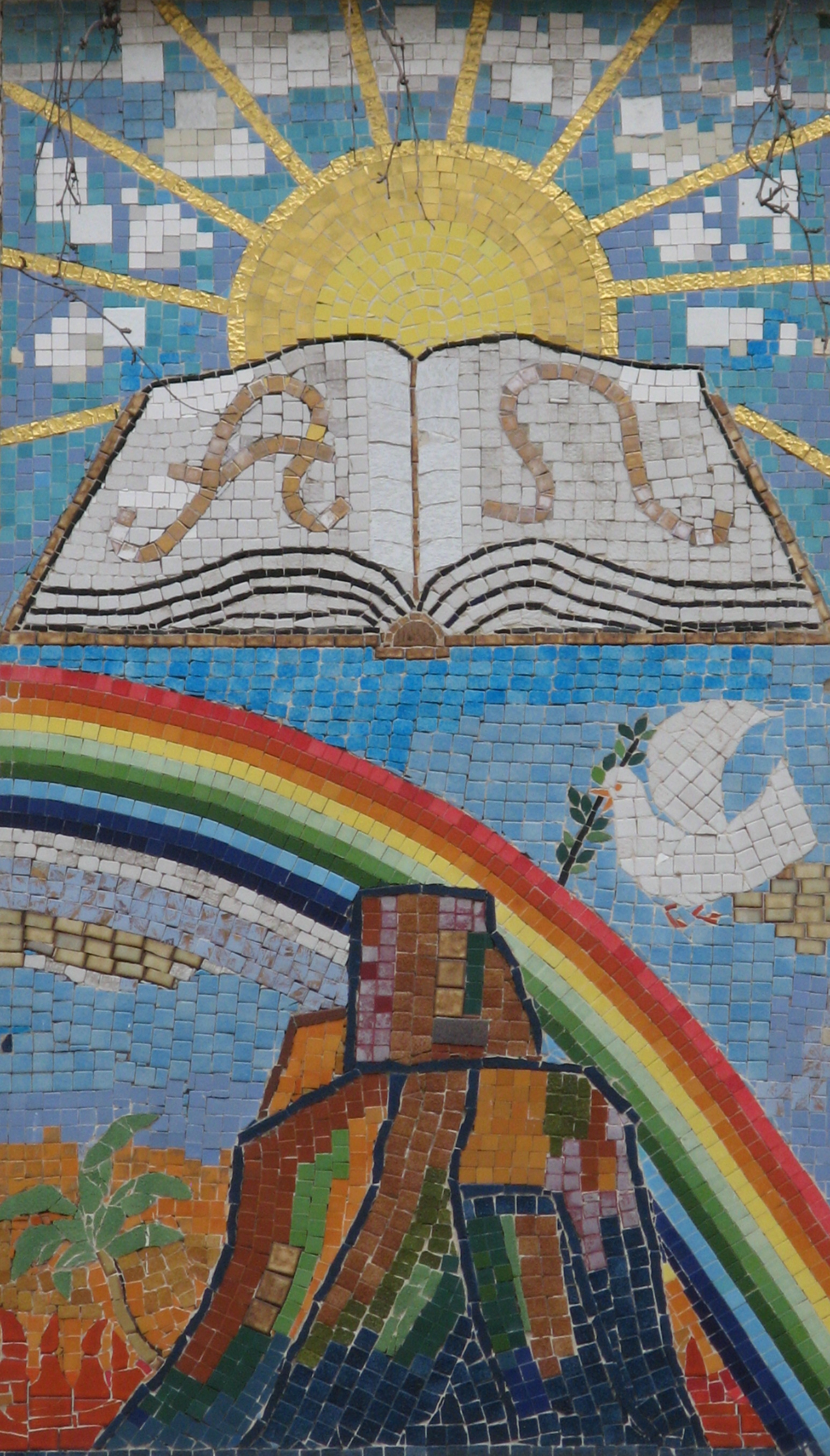
Biblische Darstellung

In vorbiblischer Zeit war die Taube als Friedenssymbol der Göttin Har, und der Harines, der Tempeldienerinnen, ein tiefenkultureller Grundbestand mediterraner Deutungen von Frieden. Die „Erhabene Taube“, Jahu, war ursprünglich der sexuelle Aspekt der Ištar, sumerisch Inanna. Von ihr übernahmen die patriarchal orientierten semitischen Stämme dieses Symbol und besonders die weiße Taube ist der heilige Vogel der Astarte. Bei diesen Stämmen war die Taube dann zwar ein wichtiges Opfertier, seine sexuell-energetische Komponente des Friedens aus Harmonie der Dualitäten aber wurde – nach der These von Wolfgang Dietrich – verdrängt und so entstand aus der Taube als energetischem Friedenssymbol für weibliche Sexualität und die Vereinigung der Gegensätze das moralisch-asketische Friedenszeichen des Heiligen Geistes.
In der profanen Ikonographie ist die Taube ein Symbol für den Frieden, als Taubenpaar oder auch als einzelne Taube ein Attribut der römischen Göttin Venus und in der neuzeitlichen Emblematik ein Attribut der Luxuria.

## Taube in der Bibel
Die Taube spielt in der biblischen Sintflut-Erzählung die Rolle des frohen Botschafters: Eine von Noah ausgelassene Taube kehrt mit einem frischen Olivenzweig im Schnabel zur Arche zurück (Gen 8,11 ). Die biblische Sintflut-Erzählung beginnt in Gen 6,5–7  mit einer Art Kriegserklärung Gottes an die Menschen und die Schöpfung, denn „die Erde ist voller Gewalt“ (Gen 6,13 ). Die Rückkehr der Taube mit dem Olivenzweig wird daher als Zeichen des Friedensschlusses verstanden. Die Taube wie der Olivenzweig werden zu Friedenssymbolen.

## Symbol der Friedensbewegungen

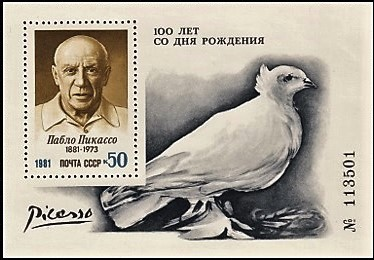
Sowjetische Briefmarke von 1981, die Picasso und seine Friedenstaube aus dem Jahr 1949 darstellt

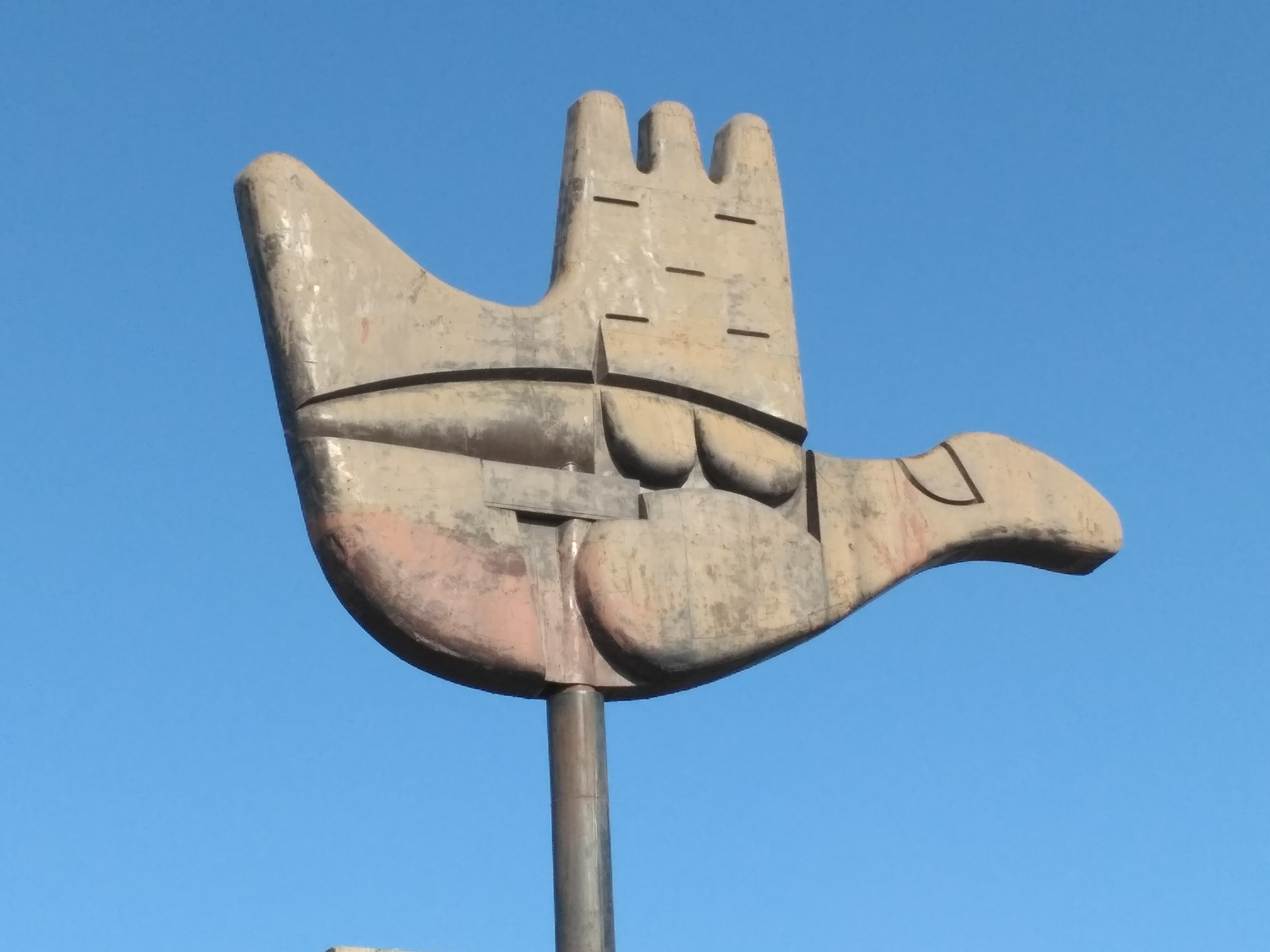
Le Corbusier – „offene Hand“ oder Friedenstaube im Kapitol-Komplex in Chandigarh, Indien

Redendes Wappen von Friedensdorf

Für den Weltfriedenskongress 1949 in Paris wurde von Pablo Picasso die Silhouette einer Taube entworfen und lithographiert. Seine Tochter wurde am Abend des Kongresses geboren, er nannte sie daraufhin Paloma (spanisch für Taube). 1955 erhielt er für seine Lithographie den Weltfriedenspreis. Seitdem ist die Friedenstaube ein weltweites Symbol für den Frieden und die Friedensbewegung. Sie inspirierte Autoren für Kinderlieder ebenso wie Grafiker und Künstler, die dieses Symbol für ihre Arbeiten verwendeten. Picasso selbst benutzte dieses Motiv noch mehrere Male für einige seiner anderen Arbeiten.
Für den Kapitol-Komplex in Chandigarh (Indien) schuf der schweizerisch-französische Architekt Le Corbusier in den 1950er Jahren die Skulptur der „offenen Hand“, die aber auch als Friedenstaube interpretiert werden kann.
Das bekannte Friedenslogo, die weiße Taube auf blauem Grund als Symbol der Friedensbewegung, wurde von dem finnischen Grafiker Mika Launis (* 1949) anhand eines 1974 gefertigten Fotos einer Taube des finnischen Zauberers Pekka Kärkkäinen entworfen. Die Financial Times Deutschland gab ihr im Oktober 2006 den Namen Pulu (finn. für Taube). Ein markantes Merkmal dieses Logos ist eine Lücke im Schwanz der Taube, die auf einen Zusammenprall mit einem Scheinwerfer bei der Aufnahme des Fotos zurückgeht.

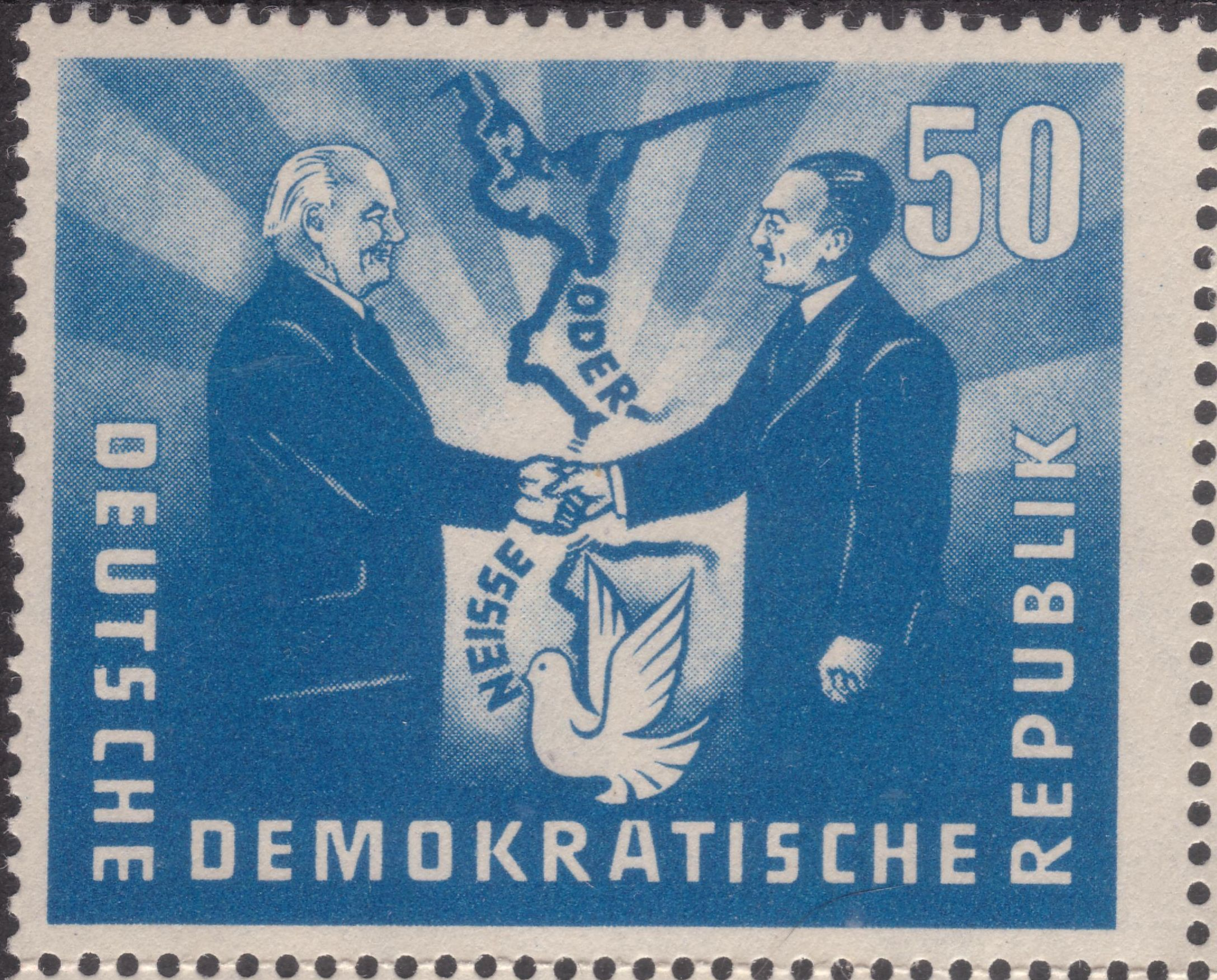
50-Pfennig-Briefmarke der Deutschen Post der DDR (1951) anlässlich des Görlitzer Abkommens mit Wilhelm Pieck und Bolesław Bierut

Später erschien die Friedenstaube sogar in Symbolen von Parteien und diversen Organisationen. Taubenauflasse wurden und werden zu Beginn friedlicher, sportlicher Ereignisse und auch anlässlich von Hochzeiten inszeniert.

## Verwendung in der DDR
Die Friedenstaube wurde auch in der DDR verwendet, zum Beispiel auf dem höchsten Wert der Briefmarkenserie Fünfjahrplan und auf dem nie ausgegebenen 200-Mark-Schein mit dem Wasserzeichen einer Friedenstaube.
Eine Friedenstaube ist unter anderem im Stadtwappen von Eisenhüttenstadt, als Wandbild an der Nordfassade des Kaufhauses Magnet in der ehemaligen Leninallee (heute Lindenallee) in Eisenhüttenstadt (Mosaik von Walter Womacka), als Symbol der Internationalen Friedensfahrt und im Logo des 1949 gegründeten Berliner Ensembles abgebildet.
Das Kinderlied Kleine weiße Friedenstaube wurde in Kindergärten und Schulen gesungen.

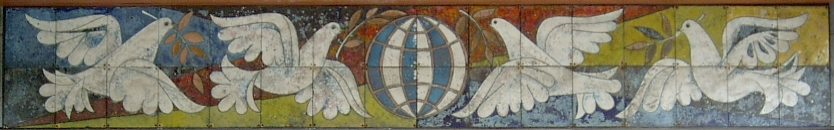
Keramikfries über dem Eingang des ehemaligen Gästehauses der DDR-Regierung von Walter Womacka